# Harald Heide-Steen Jr.
Harald Heide-Steen Jr. (18 de agosto de 1939 – 3 de julio de 2008) fue un actor, cantante y cómico noruego. Hijo de Harald Heide Steen y hermano de la actriz y cantante Trulte Heide Steen.

## Biografía
Heide-Steen Jr. comenzó a trabajar en la radio NRk en 1959 e intervino en programas de radio como Hørerøret, Sugerøret y Pusterøret con Gunnar Haugan y Rolv Wesenlund.
Heide-Steen Jr. es conocido por su actuación como Dynamitt-Harry en la serie de películas Olsenbanden. También es conocido por su cómico de la improvisación colaborando con Rolv Wesenlund en la década de los 60.

## Filmografía
- 1951: Kranes konditori
  - Storfolk og småfolk
- 1953: Skøytekongen
- 1968: Mannen som ikke kunne le
- 1970: Balladen om mestertyven Ole Høiland
  - Olsenbanden og Dynamitt-Harry
- 1975: Flåklypa Grand Prix
- 1976: Reisen til julestjernen
- 1990: Herman
- 1994: Fredrikssons fabrik - The movie
- 1998 Karl & Co
- 1999: Olsenbandens siste stikk as Dynamite-Harry

## Discografía
Álbumes=
- 1970: Harald Synger Griseviser (Camp Records)
- 1978: Harald Heide Steen Jr. (Polydor Records)
- 1979: Av Riksturistsjef Johansen Annaler 1978/79 (Zarepta Records), with Totto Osvold
- 1985: Live At Gildevangen (Camp Records), as Sylfest Strutle
- 2008: Musikalske Minner (Big Box Records)

Colaboraciones
Con Rolv Wesenlund
- 1968: Feriebiskop Fjertnes Slår Til Igjen! (Cappa Records)
- 1971: Hjertelig Tilstede (Cappa Records)
- 1979: Dagbladets Sommerkassett Alltid Foran (Dagbladet), with Ole Paus, Elsa Lystad and Anne-Karine Strøm
- 1980: Det Er Ingen Skam Å Snu - En Sports- Og Friluftsplate Av Geilokameratene (Zarepta Records), with Ole Paus
- 1980: Jeg Tror Folk Er Blitt Spenna Gærne (NorLP), with Ole Paus and Anne-Karine Strøm

Novela de Roald Dahl leído por Harald Heide-Steen Jr.
- 2001: Georgs Magiske Medisin (NRK Lydbokforlaget)